# Sebastián de Vergara
Sebastián de Vergara (Arnoya, provincia de Orense, 1680 – Madrid, 6 de abril de 1748) fue un escritor y monje benedictino español.

## Biografía
Hijo del alférez Roque Álvarez de Vergara, profesó en el Monasterio de Santo Domingo de Silos (Burgos) el 8 de septiembre de 1696. Una vez concluidos sus estudios, fue mayordomo seis años en el monasterio y luego prior del antiguo Convento de San Martín de Madrid y también de Silos, del que fue nombrado abad interino en 1723 al fallecer en ese año su antecesor hasta 1725. De 1725 a 1729 fue definidor de su congregación, y de 1729 a 1733 abad de San Martín de Madrid. Los cuatro años siguientes fue visitador general y de 1737 a 1741 procurador general; en este último año volvió a ser visitador general hasta que en 1745 lo eligieron de nuevo abad de San Martín de Madrid. Murió sin acabar su cuatrienio y Silos y San Martín pleitearon sobre a quién correspondía elegir a su sucesor.
Miguel C. Vivancos le atribuye el escrito sobre Silos que en 1724 se envió a los benedictinos de Saint-Germain des Prés (París), quienes pretendían publicar un Monasticon hispanicum. Asumió activamente el descubrimiento y traslación de las reliquias de santo Domingo de Silos en 1733; luego publicó el relato de los hechos junto a una vida del santo; pero lo importante de esta obra es haber publicado fielmente y por vez primera la Vita Dominici de Grimaldus, la Vida de Santo Domingo de Silos de Gonzalo de Berceo, y los Miráculos romançados de Pero Marín, tres obras clásicas de la hagiografía de santo Domingo de Silos.

## Obras
- Vida y milagros de el thaumaturgo español, Moyses segundo, redemptor de cautivos, abogado de los felices partos, Santo Domingo Manso, abad benedictino, reparador de el real monasterio de Silos, Madrid, Herederos de Francisco del Hierro, 1736.